# Sint-Gilliskerk (Fraipont)

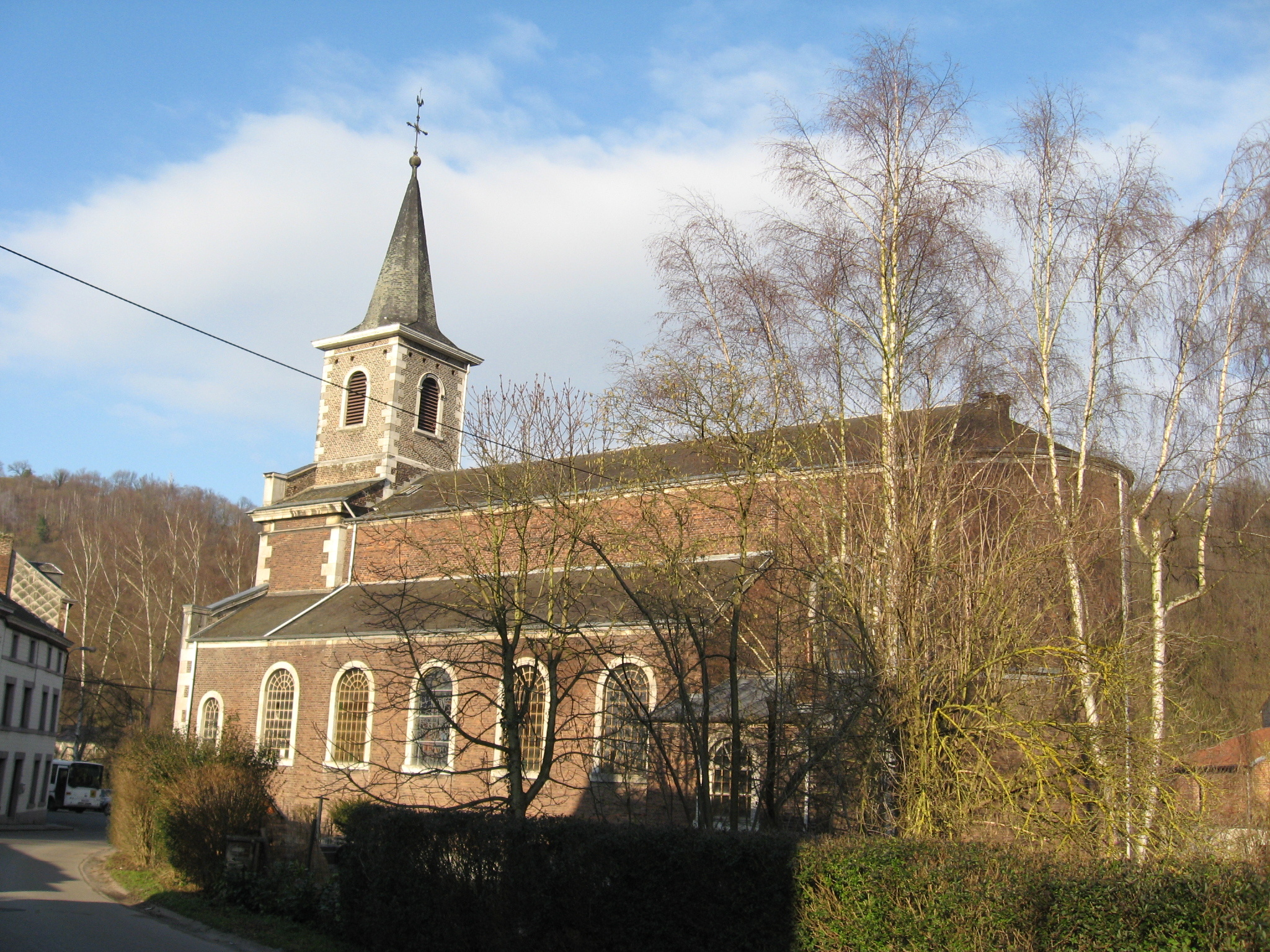
Sint-Gilliskerk

De Sint-Gilliskerk (Église Saint-Gilles) is de parochiekerk van de tot de Belgische gemeente Trooz behorende plaats Fraipont, gelegen aan de Rue du Village.

## Geschiedenis
In 1698 kreeg Basse-Fraipont een kapel, die ondergeschikt was aan de parochie van Olne. In 1788 werd deze verheven tot parochiekerk.
De huidige kerk, in neoclassicistische bouwstijl, is van 1845 en is gebouwd op de plaats van voornoemde kapel. Het is een driebeukige pseudobasiliek met halfrond afgesloten koor en ingebouwde lage toren, voorzien van een achtkante spits. De kerk is gebouwd in baksteen met kalkstenen omlijstingen en hoekbanden.

## Interieur
Het hoofdaltaar is van omstreeks 1800. Een eiken koorlessenaar is van 1690. Het doopvont is merkwaardig, daar de marmeren 18e-eeuwse kuip op twee 17e-eeuwse stenen pilaren rust. Een 17e-eeuws schilderij geeft het Pinkstergebeuren weer. Een aangrijpende Christus op de koude steen is een 15e-eeuws beeld in gepolychromeerd hout. Een beeld van Sint-Sebastiaan is van omstreeks 1605.
De orgelkast is afkomstig van de kerk van Ensival. Het orgel is 19e-eeuws.